# Bisbat de Benguela
El Bisbat de Benguela  (portuguès: Diocese de Benguela; llatí: Dioecesis Benguelaensis) és una seu de l'Església Catòlica a Angola, sufragània de l'arquebisbat de Huambo. El 2013 tenia 1.736.000 batejats al voltant de 2.689.000 habitants. Actualment és dirigida pel bisbe Eugenio Dal Corso.

## Territori
La diòcesi comprèn la província de Benguela a Angola. La seu bisbat és a la ciutat de Benguela, on s'hi troba la catedral de Nossa Senhora de Fátima. Té una extensió de 49.920 km² i se subdivideix en 45 parròquies.

## Història
La diòcesi fou erigida el 6 de juny de 1970 amb la butlla Omnimode solliciti del papa Pau VI, arreplegant territori de la diòcesi de Nova Lisboa (avui arquebisbat de Huambo). Originàriament era sufragània de l'arquebisbat de Luanda.
El 3 de febrer de 1977 va entrar a formar part de la província eclesiàstica de l'arxidiòcesi de Huambo.

## Cronologia de bisbes
- Armando Amaral Dos Santos † (6 juny 1970 - 14 octubre 1973 mort)
- Oscar Lino Lopes Fernandes Braga (20 novembre 1974 - 18 febrer 2008 retirat)
- Eugenio Dal Corso, P.S.D.P., (18 febrer 2008 -)

## Estadístiques
A finals del 2013, la diòcesi tenia 1.736.000 batejats sobre una població de 2.689.000 persones, equivalent al 64,6% del total.
| any  | població   | població  | població | sacerdots | sacerdots       | sacerdots       | sacerdots             | diaques | religiosos | religiosos | parroquies |
| ---- | ---------- | --------- | -------- | --------- | --------------- | --------------- | --------------------- | ------- | ---------- | ---------- | ---------- |
| any  | batejats   | total     | %        | total     | clergat secular | clergat regular | batejats por sacerdot | diaques | homes      | dones      |            |
| 1970 | 314.000    | 523.000   | 60,0     |           |                 |                 |                       |         |            |            |            |
| 1980 | 450.000    | 1.000.000 | 45,0     | 36        | 16              | 20              | 12.500                |         | 22         | 102        | 26         |
| 1990 | 669.000    | 1.264.000 | 52,9     | 42        | 19              | 23              | 15.928                |         | 30         | 199        | 30         |
| 1999 | 877.400    | 1.982.000 | 44,3     | 78        | 56              | 22              | 11.248                |         | 47         | 252        | 40         |
| 2000 | 907.230    | 1.757.807 | 51,6     | 97        | 72              | 25              | 9.352                 |         | 104        | 309        | 40         |
| 2001 | 1.081.885  | 2.163.000 | 50,0     | 90        | 63              | 27              | 12.020                |         | 120        | 333        | 40         |
| 2002 | 1.114.776  | 3.980.000 | 28,0     | 112       | 74              | 38              | 9.953                 |         | 185        | 319        | 40         |
| 2003 | 1.147.111  | 2.163.000 | 53,0     | 115       | 75              | 40              | 9.974                 |         | 141        | 312        | 40         |
| 2004 | 1.176.697  | 2.163.000 | 54,4     | 120       | 83              | 37              | 9.805                 |         | 166        | 326        | 40         |
| 2006 | 1.116.000  | 2.303.000 | 48,5     | 132       | 91              | 41              | 8.454                 |         | 145        | 332        | 42         |
| 2012 | 1.7366.000 | 2.689.000 | 64,6     | 158       | 113             | 45              | 10.987                |         | 133        | 328        | 45         |